# Schützenbrunnen (Bern)

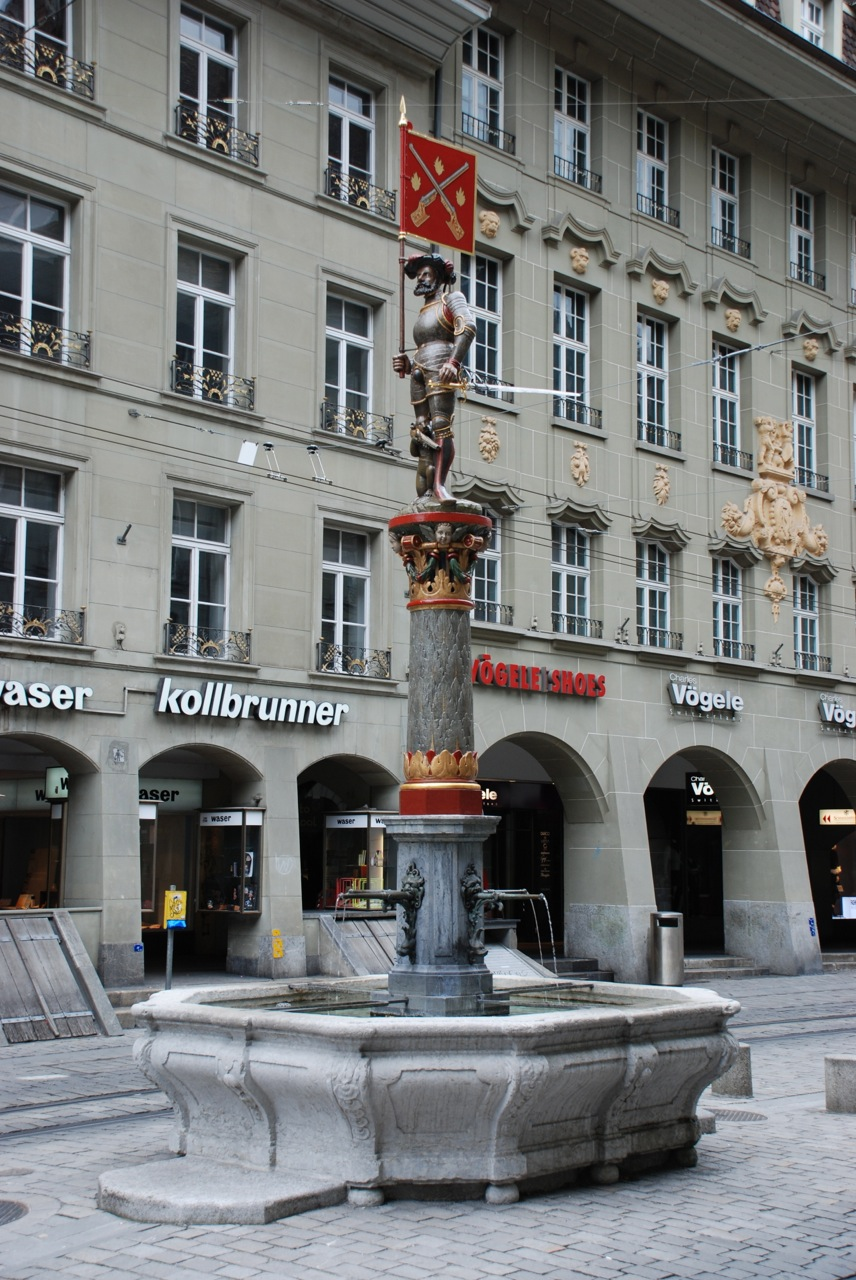
Der Schützenbrunnen an der Marktgasse in Bern, nach Westen gewandt (2014)

Der Schützenbrunnen, fotografiert von Max van Berchem (entstanden zwischen 1898 und 1907, nach Osten gewandt)

Der Schützenbrunnen steht in der Marktgasse in der Altstadt der Stadt Bern und gehört zur 1542 bis 1546 entstandenen Hauptgruppe der Brunnen in Bern. Der Brunnen wurde mehrere Male versetzt und 1939 gedreht.

## Geschichte
Ein ursprünglich hölzerner Brunnen wurde 1527 durch einen steinernen ersetzt. Die 1543 datierte Brunnenfigur wird Hans Gieng zugeschrieben. Sie stellt einen geharnischten Schützenvenner dar. Er trägt in seiner Rechten das Banner der 1799 aufgehobenen Gesellschaft zu Schützen, welches die Reismusketen-Schützengesellschaft seither führt. In seiner Linken hält er ein Schwert. Zwischen seinen Beinen zielt ein Bärenjunges mit einer Büchse auf die Lauben. Am ursprünglichen Standort des Brunnens zielte das Bärchen auf den Eingang des ehemaligen Hauses der Schützengesellschaft.
Im Jahr 1558 musste bereits das Schwert ausgebessert werden, 1670 wurden unter der Leitung des Münsterwerkmeisters Abraham Dünz die Säule und der Sockel des Brunnens ersetzt. 1783/84 wurden das Brunnenbecken sowie das Postament ersetzt.
Bis 1889 stand der Brunnen auf der Höhe des Schützengässchen (bei Haus Nr. 24) in Strassenmitte, danach an der Schattseite der Gasse. 1931 wurde der Brunnen entfernt. 1939 wurde er 50 m versetzt und um 180 Grad gedreht, zudem wurden Teile am Postament und an der Figur ersetzt. Beim Versetzen des Brunnens im April 2013 wurde die Brunnenfigur stark beschädigt und musste aufwendig wieder fachgerecht instand gesetzt werden.

## Trinkwasser
Das Trinkwassernetz von Energie Wasser Bern ewb versorgt den Brunnen mit Trinkwasser, dessen Qualität regelmässig überprüft wird.